# Kartenhaus (Lied)
Kartenhaus ist ein Lied des deutschen Popsängers Adel Tawil. Das Stück ist die fünfte Singleauskopplung aus seinem Debütalbum Lieder.

## Entstehung und Artwork
Geschrieben wurde das Lied von Robin Grubert, Adel Tawil, Simon Triebel und Ali Zuckowski. Produziert wurde die Single von Robin Grubert und Adel Tawil. Das Lied wurde unter dem Musiklabel Vertigo Records veröffentlicht. Die Aufnahmen fanden in den Hamburger Boogiepark Studios statt. Auf dem Cover der Maxi-Single ist – neben Künstlernamen und Liedtitel – ein großes Kartenhaus, vor einem schwarzen Hintergrund, zu sehen.

## Veröffentlichung und Promotion
Die Erstveröffentlichung von Kartenhaus erfolgte am 14. November 2014 als Einzeldownload. Die Veröffentlichung eines physischen Tonträgers erfolgte am 12. Dezember 2014 in Deutschland, Österreich und der Schweiz. Die Maxi-Single beinhaltet neben der Radioversion von Kartenhaus drei weitere Remixversionen des Stückes, unter anderem einen von Pelham & Haas (Moses Pelham und Martin Haas).
Um das Lied zu bewerben, folgten Liveauftritte im ZDF-Morgenmagazin, beim RTL-Frühstücksfernsehen Guten Morgen Deutschland und während des Fernsehmagazin Café Puls von Puls 4 (Österreich).

## Inhalt
| „Doch dieser Moment ist wie’n Kartenhaus; und die Zeit zieht ihre Karten raus. Ich schau ihnen zu wie sie zu Boden fallen, wie sie zu Boden fallen. Dieser Moment ist wie’n Kartenhaus; und die Zeit zieht ihre Karten raus. Ich heb sie auf und halt sie fest, damit mein Herz dich nicht vergisst.“ – Refrain, Originalauszug | Der Liedtext zu Kartenhaus ist in deutscher Sprache verfasst. Die Musik und der Text wurden gemeinsam von Robin Grubert, Adel Tawil, Simon Triebel und Ali Zuckowski verfasst. Musikalisch bewegt sich der Song im Bereich der Popmusik. Die Universal Music Group beschrieb das Stück wie folgt: „Bei dem Titelsong Kartenhaus handelt es sich um eine eindringliche Ballade vom Festhalten, von der Vergänglichkeit und von unsterblicher Liebe. Das Geschichtenerzählen, das Sich-Angreifbarmachen und das Kraftgeben, selbst, wenn die eigene Kraft fast wie ein Kartenhaus zusammenzubrechen droht.“ |

## Musikvideo
Das Musikvideo zu Kartenhaus wurde in Los Angeles gedreht und feierte am 7. November 2014, auf der Webpräsenz der Universal Music Group, seine Premiere. Im Video wird Tawil von dem deutschen Schauspieler Thomas Kretschmann und der britisch-italienischen Schauspielerin Katy Saunders unterstützt. Zu sehen ist ein Mann (gespielt von Kretschmann), der in seinem Zuhause ständig von einer Frau (gespielt von Saunders) phantasiert. Er sieht sie in Fensterscheiben und Wasseroberflächen spiegeln und stellt sich vor, dass sie ihn sogar berührt. Mitten im Video springt er sogar in einen Pool, weil er sie vermeintlich regungslos auf der Wasseroberfläche treiben sieht. Das Video endet mit dem Mann, der einsam an einem Strand in Richtung eines Meeres geht. Zwischendurch ist immer Tawil, das Lied singend, an diesem besagten Strand zu sehen. Die Gesamtlänge des Videos beträgt 4:16 Minuten. Wie bei den drei vorangegangenen Singles führte wieder Kim Frank Regie.

## Mitwirkende
| Liedproduktion - Robin Grubert: Komponist, Liedtexter, Musikproduzent - Adel Tawil: Gesang, Komponist, Liedtexter, Musikproduzent - Simon Triebel: Komponist, Liedtexter - Ali Zuckowski: Komponist, Liedtexter Unternehmen - Boogiepark Studios: Tonstudio - Kim Frank Produktion: Filmproduzent (Musikvideo) - Universal Music Group: Vertrieb - Vertigo Records: Musiklabel | Musikvideo - Kim Frank: Filmeditor, Kameramann, Regisseur - Thomas Kretschmann: Schauspieler - Katy Saunders: Schauspielerin |

## Chartplatzierungen
Kartenhaus erreichte in Deutschland Position 78 der Singlecharts und konnte sich insgesamt eine Woche in den Charts halten.
Für Tawil als Interpret ist dies der neunte Charterfolg in Deutschland. Für Tawil als Autor ist dies bereits der 26. Charterfolg in Deutschland, als Produzent ist es sein 18. Charterfolg in Deutschland. Ali Zuckowski als Autor ist dies der 15. Charterfolg in Deutschland.